# Новгородская область
Новгоро́дская о́бласть — субъект Российской Федерации. Расположена на северо-западе европейской части страны. Область входит в состав Северо-Западного федерального округа.
Административный центр — Великий Новгород.
Площадь области — шестая из семи областей Северо-Западного федерального округа — составляет 54,5 тысячи км². Протяжённость территории области с запада на восток — 385 км, а с севера на юг — 278 км. Новгородская область граничит с Псковской областью на западе и юго-западе, с Тверской областью на юге и юго-востоке, с Ленинградской областью на севере и северо-западе и Вологодской областью на северо-востоке. Численность населения — 566 960 чел. (2025). В Великом Новгороде, по данным на 2021 год, проживает 225 тыс. человек
Образована указом Президиума ВС СССР от 05.07.1944 года. Исторически области предшествовала Новгородская губерния, образованная в 1727 году.

## Физико-географическая характеристика

### Природные условия
Область расположена на северо-западе Русской равнины, занимая территорию Приильменской низменности и северных отрогов Валдайской возвышенности.
Западную часть области занимает сильно заболоченная Приильменская низменность, в центре которой располагается озеро Ильмень — самое крупное из озёр области.
К востоку низменность повышается и замыкается Валдайским уступом, за которым расположена Валдайская возвышенность, одно из красивейших мест Восточно-Европейской равнины. В озеро Ильмень впадают 52 реки, крупнейшие из них Мста, Шелонь и Ловать с Полистью, вытекает одна река — Волхов.
По территории области протекают около тысячи рек, расположено более 800 озёр. Почти вся территория Новгородской области лежит в пределах Ильмень-Волховского бассейна, небольшая северо-восточная часть относится к бассейну Мологи, притока Волги, западная — верховья реки Луги.
Новгородская область имеет умеренно континентальный циклонический климат и входит в атлантико-континентальную область умеренного пояса, которой свойственны черты как морского, так и континентального климата.
Основные черты климата и погоды области определяются её географическим положением на Северо-Западе в 100—400 км от Балтийского моря. Климат характеризуется умеренным количеством тепла, избытком влаги, четырёхсезонными ритмами: нежарким коротким летом, продолжительной тёплой осенью, мягкой с оттепелями зимой и прохладной затяжной весной.
Главная черта погоды — непостоянство. Оно определяется характером циркуляции воздушных масс. Область лежит в области западного переноса воздушных масс и активной циклонической деятельности. Чередование циклонов и антициклонов, морских и континентальных воздушных масс создаёт неустойчивую погоду, частую смену похолоданий и потеплений, сухой погоды и погоды с осадками.
Средняя годовая температура изменяется с юго-запада на северо-восток от 4,5ºС до 2,5ºС. Средняя температура самого холодного месяца — января — 8 — 10,5ºС, самого тёплого — июля +16 — +18ºС. Годовая амплитуда температуры составляет 25-27º.
Годовое количество осадков — 600-800 мм. Снежный покров лежит 120—150 дней, его мощность нарастает с юго-запада на северо-восток от 25 до 50 см2.
Территория области делится на две подпровинции: южно-таёжную и смешанных лесов.
По состоянию на 01.01.2019 сеть на территории Новгородской области 129 особо охраняемых природных территорий площадью 397 тысяч гектаров (7,3 % от общей площади региона). В число ООПТ федерального значения входят государственный природный заповедник «Рдейский», национальный парк «Валдайский» и памятник природы «Роща академика Н. И. Железнова», ООПТ регионального значения представлены 13 государственными природными заказниками (из них 3 биологических, 10 комплексных) и 112 памятниками природы, ООПТ местного значения — 1 памятник природы.

### Ресурсы
Полезные ископаемые: месторождения песка, валунно-гравийно-песчаное сырья, торфа, сапропеля, бурого угля, огнеупорной и строительной глины, бокситов и др. Область богата минеральными и радоновыми источниками, лечебными грязями (широко известный с XIX века курорт «Старая Русса»). По степени освоения питьевых подземных минеральных вод Новгородская область является основным лидером в Северо-Западном регионе. В последние годы активно идёт процесс выявления новых месторождений. По состоянию на 1 января 2019 года в области разведано и учтено государственным балансом 196 месторождений твёрдых полезных ископаемых.
Из них в настоящее время разрабатываются: строительные пески и валунно-гравийно-песчаное сырьё — 166, огнеупорные глины — 3, кирпичные и керамические глины — 3, стекольные кварца содержащие пески — 2, строительный камень — 4, известняки — 3, камень природный облицовочный (известняк) — 3, из 641 месторождений торфа осваиваются 9, сапропель — 3, лечебные грязи — 1.
Наряду с эксплуатируемыми месторождениями имеются промышленные месторождения, сырьё которых не используется по экономическим причинам (горючие сланцы, бокситы, бурые угли, тугоплавкие глины, минеральные краски).

## История
Традиционно считается, что в VI веке на эту территорию пришли племена кривичей, а в VIII веке в процессе славянского заселения Восточно-Европейской равнины пришло племя ильменских словен. На этой же территории проживали финно-угорские племена, оставившие память о себе в названиях многочисленных рек и озёр.
- С VIII—IX века (c 862 года) — Новгородская земля (центральная часть её пятин);
- 882—1136 — в составе Киевской Руси;
- 1136—1478 — в составе Новгородской республики;
- в 1478 году Новгородская земля подчинена Московскому княжеству с сохранением её пятинного (пятина — уезд — погост) деления[11].
- В 1706 году усилиями митрополита Новгородского и Великолуцкого Иова при архиерейском доме в Новгороде была открыта первая школа — греко-славянская школа, у истоков которой стоят братья Лихуды.
- С 1708 года в составе Ингерманландской губернии
- С 1727 года — современная территория области составляла западную часть Новгородской губернии, а с 1918 года и части Череповецкой губернии, а с 1921 года обе губернии входили ещё и в состав Северо-Западной области.
- В 1740 году по указу императрицы Анны Иоановны в Новгороде на территории Антониева монастыря была основана духовная семинария
- В 1786 году генерал-губернатор Архаров торжественно открыл в Новгороде первое светское учебное заведение — четырёхклассное народное училище. Годом позже появились ему подобные, но малые двухклассные в уездных городах Старой Руссе, Валдае, Боровичах.
- В 1828 году в Новгороде появилось мужское и женское приходское новгородское училище.
- В 1834 г. по воле Николая I на денежные пожертвования графа Аракчеева в деревне Новоселицы недалеко от Новгорода был создан кадетский корпус.
- В 1865 году было открыто Николаевское женское училище I разряда, которое через пять лет переименовали в женскую гимназию.
- В 1868 году была открыта Александровская учительская школа, открытая для борьбы с нехваткой учителей.
- С 1 августа 1927 года обе губернии были упразднены, а территория вошла в состав Новгородского, Боровичского округов и западной части Череповецкого округа Ленинградской области, а территория современного Холмского района — в состав Великолукского округа.
- С июля 1930 года окружное деление было упразднено: районы, вошедшие затем в состав области, а также города Новгород и Боровичи стали подчинены непосредственно Леноблисполкому.
- 5 июля 1944 года — Указом Президиума Верховного Совета СССР была образована Новгородская область в составе РСФСР из районов, образованных в Ленинградской области и Калининской области, и городов областного подчинения Новгород, Боровичи и Старая Русса. В состав области вошли все современные районы области, но 22 августа 1944 года Холмский район был передан в Великолукскую область, в которую он входил до 1958 года, а Белебёлковский, Дрегельский, Залучский, Лычковский, Мстинский, Опеченский, Полавский, Уторгошский были упразднены за счёт укрупнения с включением их территории в ныне имеющиеся, Молвотицкий район был упразднён и вновь образован как Марёвский. Кроме того, в 1956 году из Дрегельского района в Бокситогорский район Ленинградской области были переданы Дмитровский и Мозолевский сельсоветы.

16 февраля 1967 года Указом Президиума Верховного Совета СССР Новгородская область была награждена орденом Ленина.
С конца 50-х — начала 60-х годов в Новгородской области быстрыми темпами начала развиваться электронная промышленность. В советское время Новгород был одним из центров радиоэлектроники.

## Население
Численность населения области по данным Росстата составляет 566 960 чел. (2025). Плотность населения — 10,40 чел./км² (2025). Городское население — 
74,92 % (2022).
В 2010 году в области родилось 7203 человека, умерло 12 751 человек. Естественная убыль составила −5548 человек.
- Коэффициент смертности — 20,1 умерших на 1 тыс. человек (2009 год — 20,4)
- Коэффициент рождаемости — 11,3 рождений на 1 тыс. человек (2009 год — 11,2)
- Миграционный прирост составил 387 человек (2009 год — 586 чел.)

| 1897      | 1926       | 1941     | 1944     | 1945     | 1947     | 1959     | 1970     | 1979     | 1987     | 1989     |
| --------- | ---------- | -------- | -------- | -------- | -------- | -------- | -------- | -------- | -------- | -------- |
| 1 367 022 | ↘1 050 604 | ↘880 000 | ↘391 800 | ↗456 000 | ↗488 000 | ↗736 529 | ↘721 471 | ↗721 790 | ↗752 000 | ↗753 054 |
| 1990      | 1991       | 1992     | 1993     | 1994     | 1995     | 1996     | 1997     | 1998     | 1999     | 2000     |
| ↗753 369  | ↘751 908   | ↘748 820 | ↘746 950 | ↘742 100 | ↘739 368 | ↘735 557 | ↘731 464 | ↘729 747 | ↘726 027 | ↘718 565 |
| 2001      | 2002       | 2003     | 2004     | 2005     | 2006     | 2007     | 2008     | 2009     | 2010     | 2011     |
| ↘710 261  | ↘694 355   | ↘692 138 | ↘682 628 | ↘674 071 | ↘665 365 | ↘657 595 | ↘652 437 | ↘645 986 | ↘634 111 | ↘632 799 |
| 2012      | 2013       | 2014     | 2015     | 2016     | 2017     | 2018     | 2019     | 2020     | 2021     | 2022     |
| ↘629 748  | ↘625 855   | ↘622 430 | ↘618 703 | ↘615 692 | ↘612 522 | ↘606 476 | ↘600 296 | ↘596 508 | ↘583 387 | ↘581 578 |
| 2023      | 2024       | 2025     |          |          |          |          |          |          |          |          |
| ↘575 926  | ↘571 447   | ↘566 960 |          |          |          |          |          |          |          |          |

В целом по области сокращение населения с 1989 по 2010 год составило 15, 7 %, однако некоторые районы обезлюдели гораздо значительнее (по сведениям на 1 января 2008): Маловишерский — на 23 %, Демянский — на 23,5 %, Поддорский — на 28, 4 %.

Национальный состав
По итогам переписи населения 2020 года проживали следующие национальности (национальности менее 0,1 % и другое, см. в сноске к строке «Другие»):
| Национальность | Численность, чел. | Доля     |
| -------------- | ----------------- | -------- |
| Русские        | 481 858           | 82,60 %  |
| Украинцы       | 2931              | 0,50 %   |
| Цыгане         | 2498              | 0,43 %   |
| Таджики        | 1943              | 0,33 %   |
| Белорусы       | 1409              | 0,24 %   |
| Армяне         | 1255              | 0,22 %   |
| Азербайджанцы  | 1126              | 0,19 %   |
| Узбеки         | 1003              | 0,17 %   |
| Татары         | 810               | 0,14 %   |
| Другие         | 88 554            | 15,18 %  |
| Итого          | 583 387           | 100,00 % |

## Административно-территориальное деление
Согласно Уставу области и Закону «Об административно-территориальном устройстве Новгородской области», субъект РФ включает следующие административно-территориальные единицы:
- 3 города областного значения (Боровичи, Великий Новгород, Старая Русса)
- 21 район, который включает:
  - 7 городов районного значения (Валдай, Малая Вишера, Окуловка, Пестово, Сольцы, Холм, Чудово)
  - 112 поселений
  - сельские населённые пункты

В рамках муниципального устройства области, в границах административно-территориальных единиц Новгородской области всего образовано 142 муниципальных образования:
- 1 городской округ (Великий Новгород);
- 21 муниципальный район, включающий
  - 19 городских поселений,
  - 101 сельское поселение.

В марте 2020 года в муниципальные округа преобразованы Волотовский, Марёвский, Солецкий и Хвойнинский муниципальные районы.
С 2020 года муниципальное устройство Новгородской области выглядит так:
- 1 городской округ (Великий Новгород);
- 4 муниципальных округа;
- 17 муниципальных районов, включающих
  - 17 городских поселений,
  - 81 сельское поселение.

Городской округ, муниципальные округа и районы
| Название            | Население | Административный центр | Население центра |
| ------------------- | --------- | ---------------------- | ---------------- |
| Великий Новгород    | ↗222 669  | г. Великий Новгород    | ↗222 669         |
| Батецкий район      | ↘4823     | пос. Батецкий          | ↘2258            |
| Боровичский район   | ↘61 555   | г. Боровичи            | ↘46 325          |
| Валдайский район    | ↘22 318   | г. Валдай              | ↗14 074          |
| Волотовский МО      | ↘4284     | пос. Волот             | ↘2236            |
| Демянский район     | ↘9932     | пгт. Демянск           | ↗4501            |
| Крестецкий район    | ↗11 793   | пгт. Крестцы           | ↗8221            |
| Любытинский район   | ↘7533     | пгт. Любытино          | ↗2471            |
| Маловишерский район | ↘13 479   | г. Малая Вишера        | ↘9996            |
| Марёвский МО        | ↘3402     | село Марёво            | ↘2297            |
| Мошенской район     | ↗5979     | село Мошенское         | ↘2065            |
| Новгородский район  | ↗64 037   | г. Великий Новгород    | ↗222 669         |
| Окуловский район    | ↘19 387   | г. Окуловка            | ↗9949            |
| Парфинский район    | ↘11 935   | пгт. Парфино           | ↗6481            |
| Пестовский район    | ↘18 785   | г. Пестово             | ↘14 032          |
| Поддорский район    | ↘3387     | село Поддорье          | ↘1860            |
| Солецкий МО         | ↘11 310   | г. Сольцы              | ↘8449            |
| Старорусский район  | ↘38 595   | г. Старая Русса        | ↘27 487          |
| Хвойнинский МО      | ↘13 594   | пгт Хвойная            | ↗6090            |
| Холмский район      | ↘4845     | г. Холм                | ↘3214            |
| Чудовский район     | ↘18 887   | г. Чудово              | ↗14 302          |
| Шимский район       | ↘9241     | пгт. Шимск             | ↘3349            |

Населённые пункты с численностью населения более 5000 человек
| Великий Новгород | ↗222 669 |
| Боровичи         | ↘46 325  |
| Старая Русса     | ↘27 487  |
| Пестово          | ↘14 032  |
| Валдай           | ↗14 074  |
| Чудово           | ↗14 302  |
| Малая Вишера     | ↘9996    |
| Панковка         | ↗10 109  |
| Окуловка         | ↗9949    |
| Сольцы           | ↘8449    |
| Крестцы          | ↗8221    |
| Парфино          | ↗6481    |
| Хвойная          | ↗6090    |

## Экономика
При географическом экономическом районировании область относят к Северо-Западному экономическому району.
По отчётным данным Росстата, валовой региональный продукт Новгородской области за 2016 год составил 244,5 млрд рублей, к уровню 2015 года увеличился в сопоставимых ценах на 1,6 %, в действующих ценах — на 4,4 %. Валовой региональный продукт на душу населения области составил 398,1 тыс. рублей, темп роста к 2015 году в действующих ценах достиг 105,0 %.
По результатам 2017 года Новгородская область улучшила своё положение в Национальном рейтинге состояния инвестиционного климата в субъектах РФ на 24 позиции, заняв 29 место.
В 2018 году в Новгородской области создана территория опережающего социально-экономического развития «Угловка» (ТОСЭР), резиденты которой будут получать льготы по отчислению налогов и страховых выплат в рамках реализации инвестиционных проектов.
С 2018 года на территории Новгородской области работают Центр молодёжного инновационного творчества, частный индустриальный парк, бизнес-инкубатор и технопарк на базе завода «ГАРО».
В Новгородской области сформирована комплексная система поддержки малого и среднего бизнеса, которая объединяет различные организации инфраструктуры: Новгородский фонд поддержки малого предпринимательства (микрокредитная компания) и действующие на его базе Центр кластерного развития, Центр поддержки предпринимательства, Центр поддержки экспорта; Центр инноваций социальной сферы. Системой «одного окна» для получения всех услуг стали Агентство развития Новгородской области, центры оказания услуг «Мой бизнес» и МФЦ для бизнеса. Новгородская инфраструктура поддержки малого предпринимательства предоставляет на месте агентские услуги Корпорации МСП, организован прямой доступ к услугам АО «Российский экспортный центр», открыто представительство МСП Банка.

### Промышленность
В 1952 году в Новгороде было открыто первое послевоенное предприятие — завод «Волна». Завод выпускал бытовые телевизоры и профессиональную студийную аппаратуру.
В 1958 г. постановлением Ленинградского Совнархоза был создан Новгородский телевизионный завод, ныне акционерное общество «Квант». Первой моделью выпущенной на заводе стал телевизор «КВН-49». В 1960 году заводом был начат серийный выпуск массового телевизора «Волхов».
В 1958 году постановлением Ленинградского Совнархоза было создано конструкторское бюро (КБ), на базе которого в 1982 году был создан НИИ промышленного телевидения «Растр», который занимался разработкой телевизионных комплексов. Прикладными телевизионными установками данного НИИ были оснащены Белоярская и Воронежская атомные электростанции, первый атомный ледокол «Ленин», первая советская промышленная выставка в Нью-Йорке.
В 1959 году был основан Новгородский полупроводниковый завод им. Ленинского комсомола, известный как почтовый ящик № 21. В 1961 г. при
заводе было создано конструкторское бюро. Сегодня это — ОКБ «Планета».
В 1961 году создано предприятие по выпуску электромагнитных компонентов для обеспечения ими Северо-Западного региона — Новгородский завод радиотехнических изделий, позднее переименованный в Завод имени XXIV Партсъезда. Предприятие входило в новгородское научное производственное объединение «Комплекс» (НПО «Комплекс»). С 25 июня 1996 г. — это ОАО «Трансвит».
В 1966 году был основан «Завод им. 50-летия Октября», который выпускал переключатели телевизионных каналов для телевизоров (сегодня НПО «Старт»).
В 1978 году в составе НПО «Комплекс» появилось ещё одно предприятие — завод «Спектр», созданное главным образом для производства отечественного видеомагнитофона «ВМ-12».

### Промышленность Новгородской области
Основу экономического потенциала области составляет производственно-промышленный сектор. Его доля в структуре ВРП составляет 37,2 %. Производственно-промышленный комплекс представлен 1670 предприятиями, в том числе 150 крупных и средних предприятий. Валовый региональный продукт увеличивается и составил в 2014 году — 209,3 млрд рублей, в 2015 году — 234,1 млрд рублей, в 2016 году — 244,5 млрд рублей.
| Индекс развития промышленного производства по виду деятельности «обрабатывающие производства» (в % к предыдущему году) | 2015 год | 2016 год | 2017 год |
| Российская Федерация                                                                                                   | 96,6     | 101,1    | 102,1    |
| Северо-Западный федеральный округ                                                                                      | 96,0     | 102,0    | 103,5    |
| Новгородская область                                                                                                   | 102,7    | 103,8    | 104,5    |

Промышленность области формирует 88 % всей полученной прибыли, в ней занято около 21,5 % работающего населения, в основном, сосредоточена в областном центре — Великом Новгороде, Боровичах, Старой Руссе и Чудово.
Промышленность региона представлена в основном обрабатывающими производствами (около 90 %), в состав которых входят следующие виды экономической деятельности:
химическое производство:
- ПАО «Акрон» (производство удобрений);

производство пищевых продуктов, включая напитки: ЗАО «Лактис» (производство молочной продукции)
- ОАО «Великоновгородский мясной двор» (производство мясной продукции, колбасных изделий, полуфабрикатов)
- ЗАО «Боровичский мясной двор» (производство мясной продукции, колбасных изделий, полуфабрикатов)
- ОАО «Новгородхлеб» (производство хлебобулочных изделий)
- АО «Дека» (производство напитков, пива)
- ООО «Мондэлис Русь» (производство жевательной резинки и леденцов);

обработка древесины и производство изделий из дерева:
- ООО «ЮПМ-Кюммене Чудово» (производство фанеры)
- ООО «Парфинский фанерный комбинат» (производство фанеры)
- ООО «ПЛК»(производство пиломатериалов), ООО «Икеа Индастри Новгород» (производство ДСП)
- ООО «Хасслахерлес» (производство пиломатериалов);

целлюлозно-бумажное производство:
- ООО «Амкор Тобакко Пэкеджинг Новгород» (твёрдый этикет (картонные пачки) для упаковки сигарет в развёрнутом виде);

производство электрооборудования:
- АО «ОКБ Планета» (производство изделий микроэлектроники, электротехнической продукции, изделий СВЧ-радиотехники)
- АО «НПО Квант» (наземные радиоэлектронные средства противовоздушной обороны)
- АО "Научно-производственное предприятие «Старт» (производство электрооборудования, электронного и оптического оборудования);
- АО «Специальное конструкторское бюро по релейной технике» (производство изделий микроэлектроники, электротехнической продукции, изделий СВЧ-радиотехники).

производство транспортных средств и оборудования
- ЗАО «Новтрак» (производство прицепов, полуприцепов);

производство прочих неметаллических минеральных продуктов:
- АО «Боровичский комбинат огнеупоров» (пропанты, огнеупорные изделия, неформованные материалы)
- ОАО «Угловский известковый комбинат» (известь, мука известняковая);

металлургическое производство и производство готовых металлических изделий:
- ЗАО «Новгородский металлургический завод» (катанка медная, переработка меди);

производство мебели:
- ЗАО «Боровичи-Мебель»
- ООО «Элегия»

### Энергетика
По состоянию на начало 2021 года, на территории Новгородской области эксплуатировались пять тепловых электростанций общей мощностью 440 МВт. В 2020 году они выработали 2003 млн кВт·ч электроэнергии.

### Сельское хозяйство
Численность сельского населения на 1 января 2021 года 167.777 человек, 28 % от общего населения Новгородской области.
Природные условия Новгородской области позволяют возделывать основные районированные сельскохозяйственные культуры — зерновые, зернобобовые, кормовые культуры, а также картофель, овощи и многолетние травы. Недостаток тепла, мелкоконтурность угодий, местами сильная заболоченность и переувлажненность почв требуют значительных усилий и средств для ведения сельского хозяйства. В Новгородской области имеется 602,1 тыс. га сельскохозяйственных угодий, из них 425,4 тыс.га — пашни. В области работают 133 сельскохозяйственные организации различных организационно-правовых форм, 795 крестьянских (фермерских) хозяйств, 191 000 личных подсобных хозяйств.
Новгородская область является одним из крупнейших производителей на Северо-Западе картофеля, овощей, яиц и мяса. По состоянию на 2017 год потребность области во внутреннем потреблении были полностью обеспечены собственным производством мяса, картофеля, овощей, в значительной степени яйцом.
В регионе создана развитая племенная база и система семеноводства. Работают 10 племенных репродукторов, в том числе 2 — по мясному скотоводству, 2 — по свиноводству и 6 — по молочному скотоводству. Действуют 7 семеноводческих хозяйств, 5 из которых занимаются производством семян картофеля, 2 — занимаются производством семян зерновых культур. Область полностью обеспечивает себя высококачественными семенами картофеля и зерна. Одно из достижений региона — это меристемная технология выращивания безвирусного материала картофеля. В 2016 году получено 62,5 тыс. штук миниклубней, в 2017 году — более 300 тыс.штук.
Животноводство
Ведущей отраслью сельского хозяйства является животноводство. Основные направления — молочное и мясное скотоводство, свиноводство и птицеводство. Крупными производителями свинины являются ООО «Новгородский Бекон», ООО "Агрохолдинг «Устьволмский», ООО «НовСвин», мяса птицы — ООО «Белгранкорм — Великий Новгород».
На 1 марта 2021 года поголовье крупного рогатого скота в хозяйствах всех сельхозпроизводителей составляет 28.4 тысячи голов (-2.1 %), из него коров 14.2 тысячи голов (-2.7 %), свиней 132.4 тысячи голов (+1.7 %), овец и коз 17.9 тысячи голов (-2.5 %). В структуре поголовья скота на хозяйства населения приходилось 19,6 % крупного рогатого скота, 2,8 % свиней, 64,3 % овец и коз.
Растениеводство
В 2020 году картофель убран с 3,7 тыс. га, при средней урожайности 256,1 ц/га накопано 93,6 тыс. т картофеля. По объёму сбора этой культуры регион лидирует в Северо-Западном федеральном округе. В прошлом году на соответствующую дату в Новгородской области с площади 3,3 тыс. га было получено 88,0 тыс. т картофеля при урожайности 269,4 ц/га).
По сбору овощей открытого грунта в СЗФО Новгородская область уступает только Ленинградской области. Эти культуры в регионе убраны с площади 1,8 тыс. га (77,2 % от планового показателя), собрано 48,1 тыс. т овощей при средней урожайности 340,3 ц/га. Год назад новгородские аграрии с 1,3 тыс. га собрали 46,8 тыс. т овощей открытого грунта, урожайность тогда составляла 347,6 ц/га.
В 2020 году зерновые убраны с площади 14303 га, в том числе на корм — 2554 га, на зерно — 11749 га, намолочено 36,3 тыс. тонн (78 % от плана). Рапс убран с площади 1477 га, валовой сбор составил 2636 тонн.
| тыс. гектар | 567 | 484,8 | 371,8 | 280,1 | 180,6 | 181,4 | 178,5 | 146,0 |

### Транспорт
Железнодорожный транспорт
В настоящее время Великий Новгород имеет железнодорожное сообщение с Москвой, Тверью, Санкт-Петербургом, Петрозаводском, Витебском, Калининградом, Мурманском.
В 2018 году благоустроены объекты инфраструктуры железнодорожного пассажирского комплекса на станциях Чудово-Московское, Батецкая, Окуловка, Парфино, Сольцы и прилегающих к станциям территориях.
В 2017—2018 году открыты новые направления «Великий Новгород — Петрозаводск», «Великий Новгород — Калининград» и «Великий Новгород — Нижний Новгород», что способствовало повышению туристического потенциала Новгородской области. В 2019 году планируется открытие нового маршрута «Петрозаводск — Великий Новгород — Псков».
Автомобильные дороги
- Магистральная федеральная автомобильная дорога М10 (E 105): Москва — Санкт-Петербург («Россия»).
- Федеральная автомобильная дорога Р56 (А116): Великий Новгород — Сольцы — Порхов — Псков.
- Скоростная автомобильная дорога М11 «Москва — Санкт-Петербург».

Протяжённость автомобильных дорог Новгородской области составляет 14969 км, в том числе 400 км дорог федерального значения, 8421 км регионального и межмуниципального значения, 6148 местного значения.
В 2017 году выполнены работы по ремонту 314 км автомобильных дорог регионального и межмуниципального значения Новгородской области, из которых 270 км отремонтированы за счёт средств федерального бюджета. Объём ремонтов, выполненных только за 2017 год, равен объёму работ, проведённых в совокупности за 2014, 2015 и 2016 годы. Кроме того, благодаря федеральной поддержке отремонтировано 16,9 км улично-дорожной сети Великого Новгорода и порядка 2 км улично-дорожной сети г.Боровичи. Так же выполнен ремонт 12 мостовых сооружений.
Всего по итогам выполненных работ приведено в нормативное состояние порядка 1000 км автомобильных дорог Новгородской области.
В 2018 году в нормативное состояние приведено более 1000 км автомобильных дорог области. Кроме того, реализованы мероприятия по передаче 544,5 км автомобильных дорог, не соответствующих критериям дорог регионального значения, в собственность муниципальных районов — Мошенского и Любытинского.
Воздушные перевозки
В настоящее время авиационные перевозки в Новгородской области в связи с отсутствием аэропорта не осуществляются. Отдельные чартерные рейсы воздушными судами гражданской авиации возможны по согласованию с Министерством обороны на аэродром Сольцы и по согласованию с администрацией 123 авиаремонтного завода на аэродром Старая Русса. В 2014 году инфраструктура бывшего военного аэродрома «Кречевицы» передана в собственность Новгородской области. Объекты аэродрома переданы в оперативное управление государственного областного казённого учреждения «НовгородТрансАвиа».
В 2016 году искусственная взлётно-посадочная полоса, часть магистральной рулёжной дорожки, КРД зарегистрированы в качестве посадочной площадки для самолётов IV класса и вертолётов, для взлёта и посадки в простых, дневных метеорологических условиях.
В 2018 году в аэронавигационный паспорт посадочной площадки «Кречевицы» были внесены изменения, в соответствии с которыми посадочная площадка «Кречевицы» может принимать самолёты III класса и вертолёты всех типов. Также проведены предпроектные исследования о возможности и целесообразности создания на аэродроме «Кречевицы» аэропорта для Великого Новгорода.
В 2018 году аэродром «Кречевицы» включён в План модернизации и расширения магистральной инфраструктуры Российской Федерации до 2024 года, утверждённый распоряжением Правительства Российской Федерации от 30.09.2018 № 2101-р.
|                                                                   |                                                                       |                                     |
| Малая Вишера — одна из старейших железнодорожных станций в России | Главная автомагистраль области — федеральная автомобильная дорога М10 | Скоростная автомобильная дорога М11 |

### Кредитный рейтинг
Рейтинговое агентство АКРА в 2018 году присвоило Новгородской области рейтинговую оценку BBB(RU) со стабильным прогнозом. Рейтинг подтверждался на этом уровне дважды в год (2019-2021), в 2022 году был повышен до BBB(RU) и три раза подтверждался на этом уровне в 2022-2023 годах. В 2024 году был повышен до A-(RU) и два раза в году подтверждается на достигнутом уровне (2024-2025). В июле 2025 года рейтинг был отозван.

## Образование
На территории Новгородской области работают 190 дошкольных образовательных организаций, 164 общеобразовательных организаций, 73 организаций дополнительного образования, 23 профессиональных образовательных организации и 2 организации высшего образования.

### История образования в Новгородской области (советский период)[74]
В 1919 году на базе учительских семинарий открылся Новгородский институт народного образования. В 1922 году его переименовали в Практический институт народного образования, а в 1923 году — в Педагогический техникум. Такое преобразование было связано с большой потребностью в кадрах для начальной школы и культурно-просветительной работы на селе. В 1945 году было принято решение об открытии Новгородского областного института усовершенствования учителей.
С 1934 по 1953 гг. подготовкой кадров в Новгороде занимался Новгородский государственный учительский институт, а с 1953 по 1993 гг. — Новгородский государственный педагогический институт.
С развитием промышленности в послевоенное время в Новгороде остро встал вопрос подготовки квалифицированных кадров рабочих и инженерно-технических работников, особенно высшей квалификации. Так в 1961 году в Новгороде появился общетехнический факультет Ленинградского электротехнического института имени В. И. Ленина. В 1964 факультет преобразовали в Новгородский филиал Ленинградского электротехнического института, а уже в 1973 году на базе филиала был создан Новгородский политехнический институт. За свою двадцатилетнюю историю самостоятельного вуза Новгородский политехнический институт накопил богатый всесторонний опыт. Коллектив НПИ и его ректор В. В. Сорока явились инициаторами создания в Новгороде университета классического типа. Таким образом, в 1991 году был образован Новгородский государственный университет имени Ярослава Мудрого.
С 1944 года органом управления в сфере образования являлся отдел народного образования, заведующей отделом была назначена З. Т. Лобова. С 1988 года отдел был преобразован в управление народного образования, просуществовавший 4 года.

### Дошкольное образование[74]
По данным на август 2018 года, в системе дошкольного образования работают 189 муниципальных и государственных детских садов, 1 ведомственный детский сад. 43 школы имеют дошкольные группы. Также на территории региона образовательные услуги в сфере дошкольного образования предоставляют 3 негосударственные организации. С 2012 по 2018 гг. в детских садах региона было создано более 3,6 тысяч дополнительных мест для детей дошкольного возраста.
В сфере дошкольного образования трудятся более 3,3 тыс. человек — 37,7 % работников имеют среднее педагогическое образование, 56,9 % — высшее педагогическое образование. В настоящее время в Новгородской области идёт строительство трёх детских садов (по 190 мест) в Великом Новгороде в микрорайонах «Ивушки», «Северный» и «Псковский». Планируется строительство детского сада в дер. Мойка Батецкого района (60 мест) и в г. Окуловка (140 мест).

### Общее образование[74]
На начало 2018/2019 учебного года в Новгородской области работают 164 муниципальные (государственные) общеобразовательные организации, численность обучающихся в них составляет 64630 человек. В школах региона учатся 5679 человек с ограниченными возможностями здоровья. 96,8 % школьников учится в первую смену.
В системе общего образования работают более 7 тыс. человек, из них педагогических работников — 4663, учителей — 4113. В квалификационную категорию имеют 1546 человек, первую — 1524 человек. Более 70 % педагогических работников общеобразовательных организаций старше 35 лет.
Сеть отдельных общеобразовательных организаций, осуществляющих образовательную деятельность по адаптированным общеобразовательным программам, включает в себя 9 общеобразовательных организаций: 1 — для глухих и слабослышащих обучающихся, обучающихся с тяжёлыми нарушениями речи; 1 — для обучающихся с нарушениями зрения и нарушениями опорно-двигательного аппарата; 1- для обучающихся с задержкой психического развития; 6 — для обучающихся с умственной отсталостью. В них обучается 1645 обучающихся с ограниченными возможностями здоровья, 11 инвалидов, 502 детей-инвалидов.
В Новгородской области построены 2 новых общеобразовательных школы в Великом Новгороде. Строится школа в г. Боровичи на 960 мест. Запланировано строительство школы в г. Малая Вишера.

### Дополнительное образование[74]
В Новгородской области в сфере образования, культуры и спорта осуществляют деятельность 72 организации дополнительного образования детей. Услуги дополнительного образования предоставляют также школы, организации для детей-сирот и профессиональные образовательные организации.
Дополнительным образованием охвачены 77194 обучающихся — 96,55 % от общего количества детей в возрасте от 5 до 18 лет, проживающих в области. В школах дополнительным образованием заняты 58,7 % (46931 человек), в организациях дополнительного образования детей — 37,85 % (30263 человек). На базе организаций дополнительного образования детей действуют 1598 объединений различной направленности.
В Великом Новгороде ГОАУДО «Морской центр капитана Варухина Н. Г.», в котором ежегодно обучаются морскому делу более 700 детей. С 1967 года обучение морскому делу в Морском центре прошли более 10000 юных новгородцев, более 3000 выпускников Морского центра трудятся на судах речного и морского флота, несут службу на военных кораблях.
В целях развития технического творчества в июне 2017 года был создан «Новгородский Кванториум». Дети имеют возможность заниматься в «IT-квантум», «Энерджиквантум», «Дополненная и виртуальная реальность (VR/AR)», «HI-TECH», «Геоквантум», «Биоквантум-Акрон», «Робоквантум», а также посещать занятия по коворкингу, английскому языку, учиться в шахматном и математическом классах. К концу 2018 года в Кванториуме занимаются более 800 детей.
В 2019 году запланировано создание мобильного технопарка «Кванториум», который поможет решить задачи по обеспечению доступности дополнительного образования в сельской местности.

### Среднее профессиональное образование[74]
Система среднего профессионального образования Новгородской области включает в себя 16 областных профессиональных образовательных организаций, 1 негосударственную образовательную организацию и 2 филиала в составе Новгородского государственного университета имени Ярослава Мудрого. В них обучаются около 13 тыс. человек, работают более 860 педагогов и мастеров производственного обучения.
В регионе отмечается рост доли принятых в профессиональные образовательные организации (в 2013 году — 49,9 %, в 2018 году — 53 %). Также отмечен рост профессиональных образовательных организаций, в которых осуществляется подготовка кадров по ТОП-50 (2017 год — 72 %; 2018 год — 83 %).
С 2016 года Новгородская область включилась в движение Ворлдскиллс Россия. В регионе уже проведены два региональных чемпионата «Молодые профессионалы» по 19 компетенциям. Демонстрационные экзамены по стандартам Ворлдскиллс Россия проведены по 7 компетенциям. В 2018 году из 6 участников делегации Новгородской области 4 вошли в число призёров и медалистов Финала VI Национального чемпионата «Молодые профессионалы».
Студенческая сборная региона в финале Национального чемпионата по профессиональному мастерству среди инвалидов и лиц с ограниченными возможностями здоровья «Абилимпикс» завоевала в 2017 году — 3 призовых места из 5 участников, в 2018 году — 4 призовых места.

## Наука
Новгородская область является одним из 15 регионов, в которых с 1 сентября 2006 года был введён в качестве регионального компонента образования предмет Основы православной культуры.

## Спорт
В Новгородской области насчитывается 1762 спортивных сооружения, в том числе 3 крытых спортивных объекта с искусственным льдом (3 стадиона, 33 плавательных бассейна, 4 легкоатлетических манежа и 1 биатлонный комплекс).
На территории региона осуществляют деятельность 24 физкультурно-спортивные организации, в том числе 5 спортивных школ олимпийского резерва. Базовые виды в Новгородской области — гребной спорт (академическая гребля), спортивная борьба, спортивная гимнастика, спортивная акробатика, лыжные гонки.
На территории области ежегодно проводится более 230 официальных спортивных соревнований от регионального до международного уровня, в том числе международные соревнования по спортивной акробатике «Кубок Золотова», первенства России по спортивному ориентированию, финал Кубка России по фигурному катанию, всероссийские соревнования по гребному спорту, спортивной гимнастике, спортивной борьбе, парусному спорту.
В Новгородской области реализуется региональный проекта «Будь в спорте». По формату проекта каждый месяц года посвящён одному виду спорта или двигательной активности, проект включает 4 тематических блока по проведению массовых зарядок, открытых уроков по видам спорта, дням открытых дверей в физкультурно-спортивных организациях и проведению соревнований.

## Культура
Новгородская область — одна из древнейших историко-культурных территорий России, являющаяся исходным центром развития русской государственности. На территории региона расположен 5204 объект культурного наследия. Из них федерального значения — 2165 (41,6 %), регионального значения — 1691 (32,5 %), выявленных объектов культурного наследия — 1348 (25,9 %).
Наиболее древними и ценными являются памятники, включённые в Список Всемирного наследия: культурный слой, архитектурные ансамбли Антониева монастыря XII—XIX вв., Кремля XI—XIX вв., Юрьева монастыря XII—XIX вв., Ярославова Дворища XII—XVIII вв.; всего 37 ансамблей и памятников на территории Софийской и Торговой стороны и пригородов Великого Новгорода.
К числу самых значительных объектов культурного наследия относятся: музей деревянного зодчества «Витославлицы», Иверский монастырь, путевые дворцы в сёлах Коростынь Шимского района, в деревнях Едрово и Яжелбицы Валдайского района, дома-музеи Ф. М. Достоевского в Старой Руссе, Н. А. Некрасова и Г. И. Успенского в Чудово, усадьба А. В. Суворова в Кончанское-Суворовское Боровичского района и многие другие. Многие памятники Великого Новгорода, а также Боровичей, Валдая, Старой Руссы находятся в оперативном управлении федерального государственного учреждения культуры «Новгородский государственный объединённый музей-заповедник».
Всего на территории Новгородской области расположено 684 учреждения культуры, из которых:
- 300 культурно-досуговых учреждений (из них 12 кинотеатров),
- 326 библиотек,
- 30 детских музыкальных школ и школ искусств,
- 11 музеев,
- 2 театра,

Наиболее крупными учреждениями культуры области являются:
- федеральное государственное бюджетное учреждение культуры «Новгородский государственный объединённый музей-заповедник»;
- областное автономное учреждение культуры и искусства «Новгородское областное театрально-концертное агентство», которое включает в себя Новгородскую областную филармонию имени А. С. Аренского, Новгородский областной Киносервис, Новгородский областной Дом народного творчества, Новгородский академический театр драмы имени Ф. М. Достоевского;
- государственное бюджетное учреждение культуры и искусства «Государственный музей художественной культуры Новгородской земли»;
- Государственный архив новейшей истории Новгородской области

В Новгородской области расположено 5204 объекта культурного наследия. Из них 2165 объектов федерального значения. Большая часть, 1924 — памятники археологии.
37 памятников и ансамблей Великого Новгорода и его окрестностей в 1992 году решением XVI сессии Генеральной Ассамблеи ЮНЕСКО внесены в Список Всемирного культурного наследия.
Одним из символов Великого Новгорода, расположенном в центре Кремля, является уникальный памятник «Тысячелетие России». Памятник делится на три яруса, у каждого своя смысловая нагрузка и композиция. Общее количество фигур — 129. Они использованы, чтобы показать все важные для страны события: крещение Руси, изгнание татар, основание империи. Самый древний каменный православный храм — Софийский собор.
Доминантой Торговой стороны Великого Новгорода является «Ансамбль Ярославова дворища и древнего Торга», XII—XVII вв.. Представляет собой архитектурный комплекс, в состав которого входят 15 уникальных памятников архитектуры.
На левом берегу реки Волхов расположен объект культурного наследия федерального значения «Ансамбль Антониева монастыря и Новгородской духовной семинарии», XII—XX века. В состав ансамбля входят 15 памятников архитектуры.
На окраине Великого Новгорода расположены комплекс Юрьева монастыря, ансамбль Перынского скита и музей деревянного зодчества под открытым небом — «Витославлицы», в котором собраны разные типы сохранившихся деревянных церквей.
В 7 км от Великого Новгорода расположен уникальный архитектурный комплекс XVI века — Хутынский Варлаамов монастырь.
Великолепным изразцовым убранством славится «Ансамбль Вяжищского монастыря» XVII века, расположенный в 15 км от города.
Главная православная достопримечательность Валдая — Иверский монастырь — находится на Сельвицком острове Валдайского озера. Обитель была основана в середине XVII века по подобию мужского монастыря на горе Афон.

## Достопримечательности
- Новгородский детинец
- Ярославово Дворище
- Белая (Алексеевская) башня. XVI в.
- Софийский кафедральный собор
- Музей Суворова (Кончанское-Суворовское)
- Валдайский Иверский монастырь
- Музей колоколов (Валдай)
- Национальный парк «Валдайский»
- Музей изобразительных искусств (Здание Дворянского собрания)
- Боровичские пороги
- Боровичский филиал Новгородского музея-заповедника
- Боровичский Свято-Духов монастырь
- Дендропарк на берегу р. Мсты в с. Опеченский Посад
- Музей Северо-Западного фронта
- Дом-музей Ф. М. Достоевского (город Старая Русса)
- Усадьба Н.А. Некрасова (город Чудово)[79]
- Юрьев монастырь на берегу р. Волхов
- Музей Тёсовской УЖД
- Церковь Святой Троицы в Язвищах
- Церковь Симеона Богоприимца
- Шум-гора
- Славянская деревня X века

## Власть
Высшее должностное лицо Новгородской области
Губернатор Новгородской области — Никитин Андрей Сергеевич. 13.02.2017 указом Президента РФ назначен временно исполняющим обязанности губернатора Новгородской области.
По результатам выборов 10 сентября 2017 года избран главой региона.14 октября 2017 года вступил в должность губернатора Новгородской области.
| Кандидат                            | Результаты выборов |
| ----------------------------------- | ------------------ |
| А. С. Никитин («Единая Россия»)     | 67,99              |
| О. А. Ефимова (КПРФ)                | 16,17              |
| А. Ю. Морозов (ЛДПР)                | 7,51               |
| Н. И. Захаров («Патриоты России»)   | 4,09               |
| М. А. Панов («Справедливая Россия») | 1,71               |
| Явка                                | 28,35              |

По результатам выборов 11 сентября 2022 года переизбран на второй срок.
| Кандидат                                       | Результаты выборов |
| ---------------------------------------------- | ------------------ |
| А. С. Никитин («Единая Россия»)                | 77,03              |
| О. А. Ефимова (КПРФ)                           | 10,99              |
| А. Б. Чурсинов (ЛДПР)                          | 4,43               |
| А. П. Прокопов («Партия пенсионеров»)          | 2,56               |
| С. Г. Шруб («Справедливая Россия — За правду») | 2,50               |
| Явка                                           | 32,81              |

Срок окончания полномочий — сентябрь 2027 г.
Новгородская областная Дума
Новгородская областная дума состоит из 32 депутатов, которые избираются по смешанной избирательной системе сроком на 5 лет: 16 депутатов — избираются по единому избирательному округу, 16 — по одномандатным избирательным округам.
Выборы депутатов Новгородской областной Думы состоялись 19 сентября 2021 года.
| Политическая партия               | Результаты выборов, % |
| --------------------------------- | --------------------- |
| «Единая Россия»                   | 29,46                 |
| КПРФ                              | 19,81                 |
| «Справедливая Россия — За правду» | 15,76                 |
| ЛДПР                              | 8,99                  |
| «Новые люди»                      | 8,37                  |
| «Партия пенсионеров»              | 5,80                  |
| Явка                              | 40,29                 |

В Новгородской областной Думе сформированы 6 фракций:
- «Единая Россия» — 22 депутата,
- КПРФ — 2 депутата,
- ЛДПР — 1 депутат,
- «Справедливая Россия — За правду» — 3 депутата,
- «Новые люди» — 1 депутат,
- «Партия пенсионеров» — 1 депутат.
- 1 депутат является беспартийным[89].

Председатель Новгородской областной Думы — Бобрышев Юрий Иванович (1951 г.р., член партии «Единая Россия»).
Политические партии
По состоянию на 14.01.2019 на территории Новгородской области зарегистрировано 35 региональных отделений политических партий.
Ведущей политической силой в Новгородской области является региональное отделение партии «ЕДИНАЯ РОССИЯ». Секретарём Новгородского регионального отделения партии является Фабричный Сергей Юрьевич (1962 г.р., Член Совета Федерации Федерального Собрания Российской Федерации). Местные отделения созданы во всех муниципальных районах и городских округах области.
Первым секретарём регионального отделения КПРФ является Гайдым Валерий Фёдорович (1948 г.р., депутат Новгородской областной Думы). Местные отделения партии созданы во всех муниципальных районах и городских округах области.
Председателем Совета регионального отделения партии СПРАВЕДЛИВАЯ РОССИЯ является Афанасьев Алексей Владимирович (1963 г.р., заместитель Председателя Думы Великого Новгорода). Местные отделения партии созданы во всех муниципальных районах и городских округах области.
Оперативно координирует работу Новгородского областного отделения ЛДПР Чурсинов Алексей Борисович (1976 г.р., заместитель Председателя Новгородской областной Думы). Местные отделения партии созданы во всех муниципальных районах и городских округах области.
Член Совета Федерации Федерального Собрания Российской Федерации от исполнительного органа государственной власти Новгородской области Митин Сергей Герасимович. Родился 14.06.1951 в г. Горький.
Член Совета Федерации Федерального Собрания Российской Федерации от законодательного органа государственной власти Новгородской области Писарева Елена Владимировна.